# マルコ・アントニオ・アルバレス・フェレイラ
コッサ (Cossa) こと、マルコ・アントニオ・アルバレス・フェレイラ（Marco Antonio Alvarez Ferreira, 1964年7月20日 - ）は、ブラジル・サンパウロ州サントス出身の元サッカー選手、サッカー指導者。現役時代のポジションは、ゴールキーパー。

## 経歴
現役時代はサントスFC、CAジュベントスなどでプレー。1986年から1987年にかけてU-23ブラジル代表に選出された経験がある。
引退後は韓国で指導者として活躍し、2005年から2007年には当時コーチであったアフシン・ゴトビとともに、ピム・ファーベークの下で韓国代表を指導した。
その後はイラン、UAEのクラブを渡り歩き、2013年よりアフシン・ゴトビが監督を務める清水エスパルスのコーチに就任。清水ではGKを含め、フィジカル面の強化などチーム全体の指導に当たる。

## 所属クラブ
- 1979年  サントスFC
- 1981年  ジャバクアラAC（ポルトガル語版）
- 1983年 - 1985年  ポルトゥゲーザ・サンチスタ
- 1987年  CAジュベントス
- 1990年  ナシオナルAC（ポルトガル語版）
- 1991年  キンゼ・デ・ピラシカーバ
- 1994年  ポルトゥゲーザ・サンチスタ
- 1995年  ECサンベント
- 1996年  フォルタレーザEC
- 1996年  ADコンフィアンサ

## 代表歴
- 1986年 - 1987年 U-23ブラジル代表

## 指導歴
- 2000年 - 2003年  水原三星ブルーウィングス GKコーチ
- 2003年  全南ドラゴンズ GKコーチ
- 2005年 - 2007年  韓国代表 GKコーチ
- 2008年  ペルセポリスFC コーチ
- 2010年  アル・ダフラSCC（英語版） GKコーチ
- 2013年 - 2014年  清水エスパルス コーチ
- 2016年 -  ブリーラム・ユナイテッドFC コーチ